# Sabrina Delannoy
Sabrina Julienne Francine Delannoy, nota semplicemente come Sabrina Delannoy (Béthune, 18 maggio 1986), è un'opinionista ed ex calciatrice francese, di ruolo difensore.
È la primatista di presenze con la maglia del Paris Saint-Germain (320).

## Palmarès

### Club
- Coppa di Francia: 1

Paris Saint-Germain: 2009-2010

### Nazionale
- Cyprus Cup: 1

2014